# Gunnar Ljungström

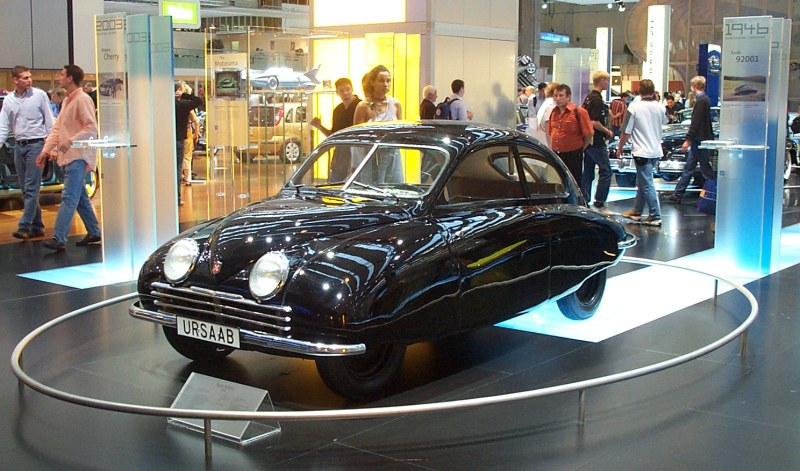
Prototipo Saab 92001, desarrollado entre 1945 y 1949

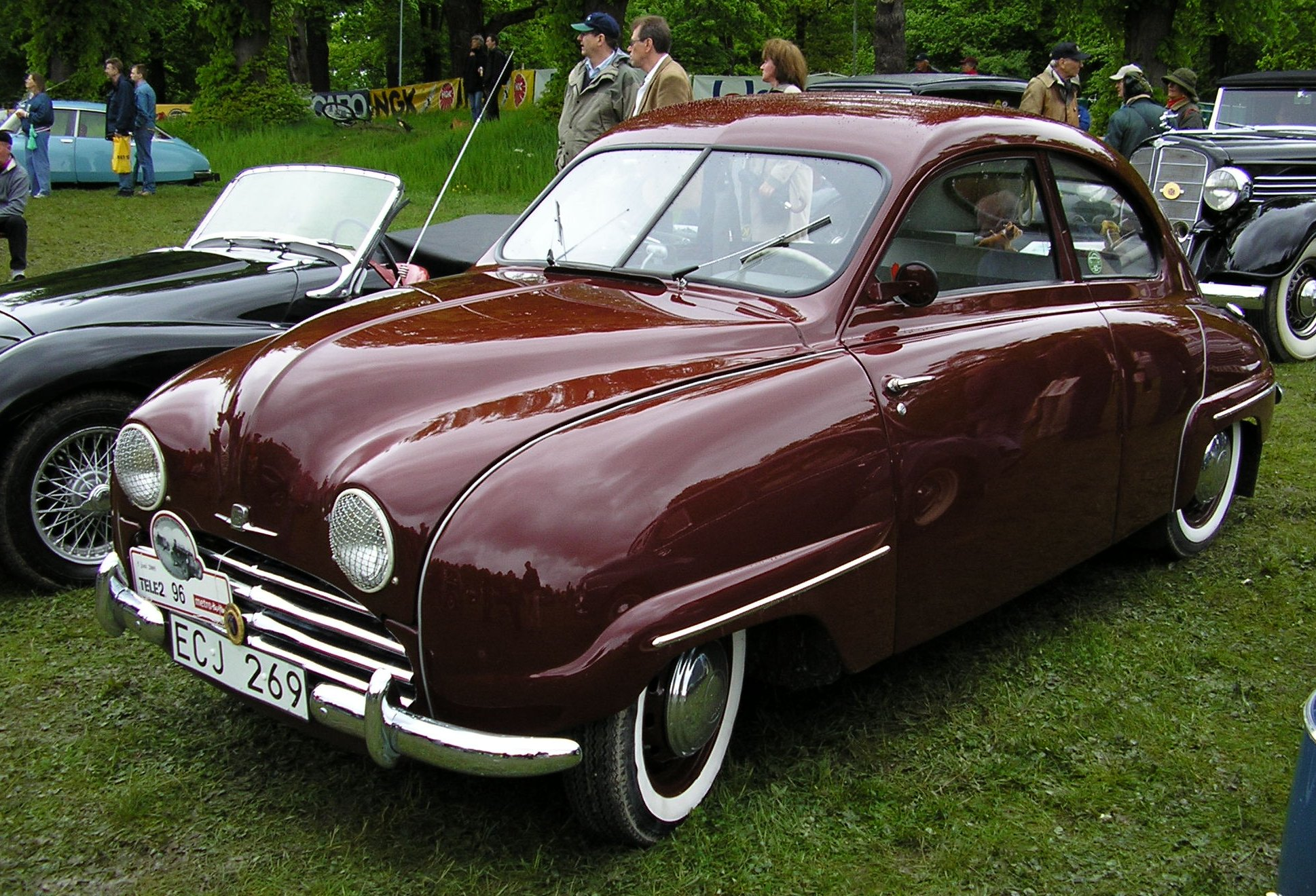
Saab 92, en producción entre 1949 y 1956

Gunnar Ljungström (18 de septiembre de 1905 - 1 de octubre de 1999) fue un ingeniero y diseñador industrial sueco, especializado en la industria aeronáutica y del automóvil, uno de los pioneros destacados en el origen de la marca de automóviles sueca SAAB.

## Semblanzaa
Gunnar Ljungström nació en 1905, hijo del industrial Fredrik Ljungström. Superó las pruebas de acceso al Real Instituto de Tecnología, donde inició sus estudios de mecánica. Elegido presidente de la asociación de estudiantes del Instituto, contribuyó a activar la construcción de las nuevas instalaciones del centro de estudiantes de Nymble en 1930, en el nuevo campus de Estocolmo.
Aficionado a los deportes y especialmente a la navegación, ganó una medalla de oro académica en Suecia en salto con pértiga. También fue pionero en esquí acuático en Suecia en 1929, que culminó con la introducción del nuevo deporte en las pruebas eslalon entre público sueco, coincidiendo con el centenario del Real Club Náutico Sueco en Sandhamn en 1930.
Graduado como ingeniero en 1932, participó en el negocio de turbinas de vapor de la familia, participando en otros proyectos como el desarrollo de la tecnología de las transmisiones para automóviles.
Después de dedicarse a los negocios familiares, actividad alternada con largas estancias en el extranjero, regresó a Suecia en 1936 y decidió contribuir al desarrollo de la industria aeronáutica sueca, a la luz de los turbulentos acontecimientos que se estaban produciendo en Europa. Durante la Segunda Guerra Mundial realizó grandes contribuciones tanto en aerodinámica como en motores mientras trabajaba para Saab.

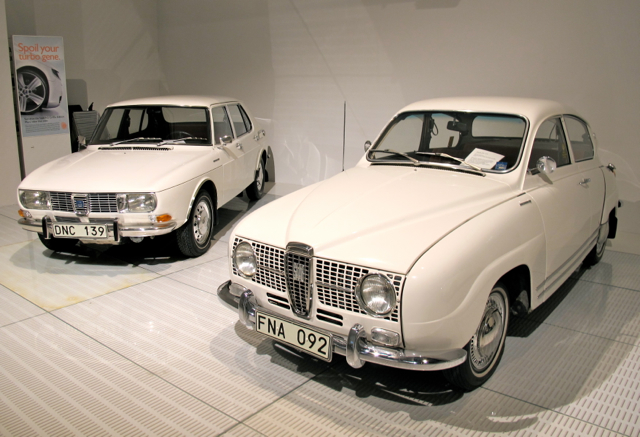
Saab 99 y Saab 96 en el Museo del Automóvil Saab, Trollhättan, Suecia

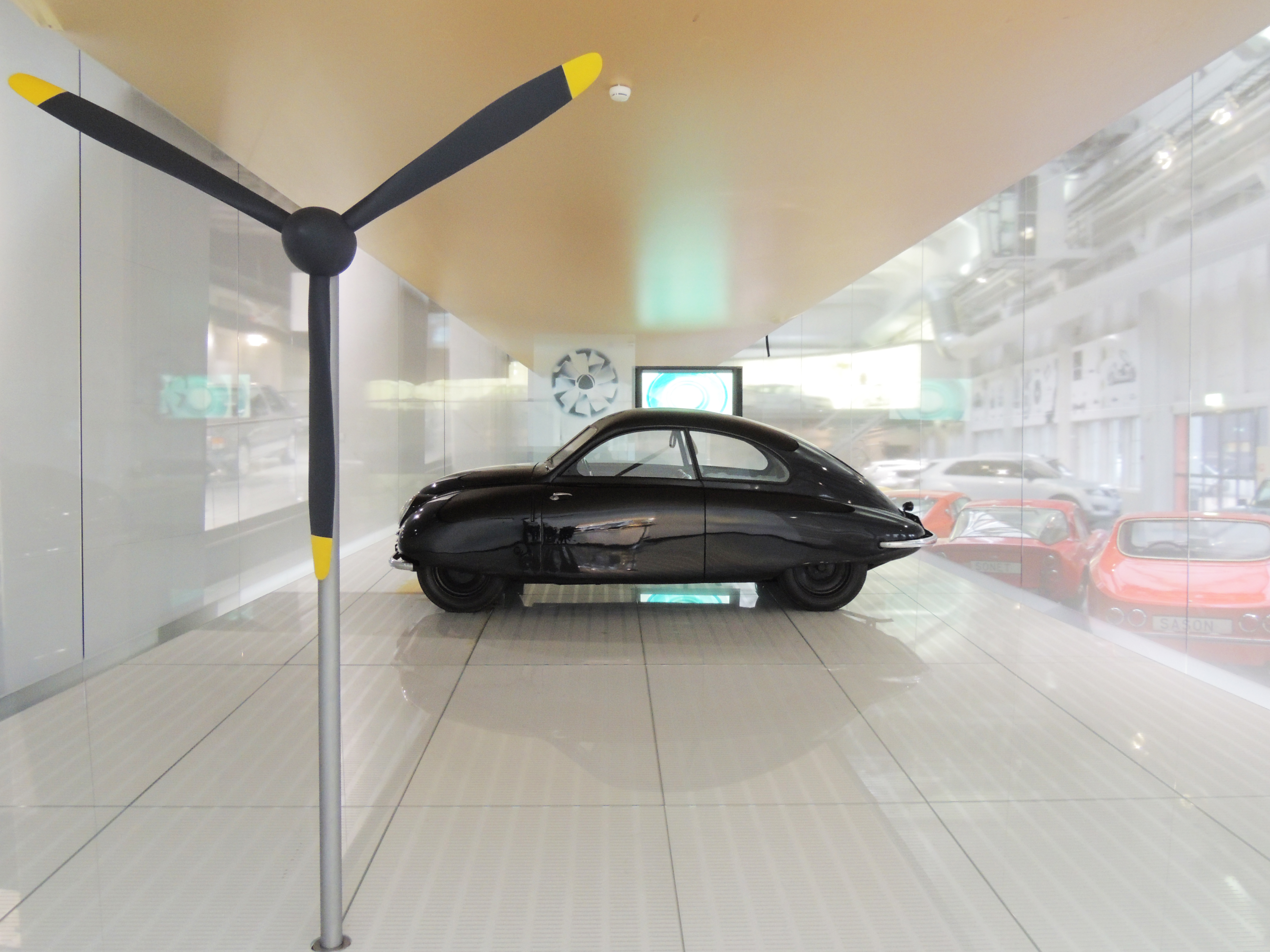
Ursaab en el Museo del Automóvil Saab

Después de la guerra, fue designado jefe del equipo de desarrollo de Saab Automobile, con el cometido de idear los primeros automóviles de la compañía a partir de la década de 1940, con tecnología basada en el diseño aerodinámico. Su carrera automotriz continuaría desde el lanzamiento del Ursaab en 1949 hasta el Saab 99 de 1966, presentado al público en 1967, un par de años antes de su jubilación.

## Distinciones
- : Miembro de la Real Academia Sueca de Ciencias de la Ingeniería
- : Medalla de oro de la Real Academia Sueca de Ciencias de la Ingeniería[2]
- Medalla de plata de Clarence von Rosen del Real Automóvil Club de Suecia[3]
- Premio Ljungström de la Asociación Nacional de Mecánicos de Suecia
- : Miembro honorario de Sociedad de Ingenieros de Automoción (primer no estadounidense)